# WWB 401–441
Die WWB 401–441 waren vierachsige Güterzuglokomotiven, die von Hanomag in 41 Exemplaren für die Warschau-Wiener Eisenbahn gebaut wurden. Die Lokomotiven galten als eine normalspurige Variante der russischen Baureihe Ч und wurden als Lokomotive mit einfacher Dampfdehnung oder Verbunddampflokomotive in der gleichen Baureihe geführt. Ab 1912 trugen alle Lokomotiven die Bezeichnung ЧВГ (deutsche Transkription TschWG).
Einige Lokomotiven wurden nach dem Ersten Weltkrieg bei den PKP eingesetzt und dort in zwei unterschiedliche Baureihen Tp6 für die Zwillingslokomotiven und Tp7 für die Verbundlokomotiven aufgeteilt. Die Lokomotiven waren bis auf ein Exemplar bis 1938 in Betrieb. Diese war während des Zweiten Weltkrieges bei der Deutschen Reichsbahn im Einsatz.

## Geschichte
1895 kaufte die Warschau-Wiener Eisenbahn ihre erste vierachsige Güterzuglokomotive bei Hanomag. Bis 1898 wurden mit den Fabriknummern 2716–2737 22 Lokomotiven geliefert. Von den Nassdampflokomotiven hatten 17 Exemplare ein einfaches Zwillingstriebwerk, fünf waren Zweizylinderlokomotiven mit Verbundtriebwerk.
1899 folgten 19 weitere Lokomotiven mit den Fabriknummern 3229–3247, davon hatten 15 ein einfaches Zwillingstriebwerk, vier waren Verbundlokomotiven. Bei den als WWB 401–441 bezeichneten Lokomotiven wurde nicht unterschieden, ob es sich um Einfach- oder Verbundlokomotiven handelte.
Als 1905 weitere Lokomotiven der Bauart benötigt wurden, waren dies Lokomotiven mit etwa den gleichen Abmessungen von der Lokomotivfabrik Charkow, als WWB 442–477 bezeichnet. Die Lokomotiven erwiesen sich als sehr praktisch und robust.

## Russische Baureihe ЧВГ
1912 wurde die Lokomotivbezeichnung in Russland vereinheitlicht. Die Lokomotiven erhielten die Bezeichnung ЧВГ (deutsche Transkription TschWG) ohne Unterscheidung der Ausführung.

## PKP-Baureihe Tp6/Tp7
1915 wurden alle Lokomotiven der WWB nach Osten abgefahren und auf Russische Breitspur umgespurt. Nach dem Ersten Weltkrieg sollten sie wieder auf das nunmehr polnische Gebiet zurückgeführt werden. Es wurden aber 1927 nur acht Zweizylinder- und drei Verbundlokomotiven zurückgegeben. Die Zwillingslokomotiven erhielten die Bezeichnung PKP Tp6, die Verbundlokomotiven die Bezeichnung PKP Tp7. Es erfolgte der Rückbau auf Normalspur. 1938 waren alle Tp7 und bis auf die Tp6-8, Hanomag 3241/1899 auch die Tp6 ausgemustert.

## DR-Baureihe 55.61
Diese Tp6-8 wurde von der Deutschen Reichsbahn übernommen und erhielt die Betriebsnummer 55 6101. Sie wurde 1942 ausgemustert.